# DDR-Meisterschaften im Hallenfaustball 1960/61
Die DDR-Meisterschaften im Hallenfaustball 1960/61 waren die neunte Austragung der DDR-Meisterschaften der Männer und Frauen im Hallenfaustball der DDR in der Saison 1960/61. Die Meisterschaftsfinalspiele der Männer fanden am 25./26. März 1961 in der Leipziger Ernst-Grube-Halle der DHfK statt.

## Frauen
Die Mannschaften waren in drei Staffeln eingeteilt. Lok Görlitz tauschte mit Lok Köthen die Staffel. Ebenso wechselte Motor Rathenow aus Staffel 3 in Staffel 2 und dafür die SG Eutritzsch in die Staffel 3.
Für die Meisterschaftsspiele qualifizierten sich der erste der Staffel 1, drei Mannschaften der Staffel 2 und die zwei besten der Staffel 3.
Die Spieltage waren wie folgt terminiert:
1. Spieltag
- Staffel I: 27. November 1960 in Senftenberg (Aktivistsporthalle)[3]
- Staffel II: 13. November 1960 in Schwerin
- Staffel III: 13. November 1960 in Erfurt (Thüringenhalle)[3]

2. Spieltag
- Staffel I: 15. Januar 1961 in Großenhain[4]
- Staffel II: 29. Januar 1961 in Magdeburg
- Staffel III: 19. Februar 1961 in Leipzig

Endstand
| Mannschaft             | Punkte | Bälle Diff  |
| ---------------------- | ------ | ----------- |
| Rotation Dresden Mitte | 16:0   | 127:820 +45 |
| Energie Görlitz        | 12:4   | 111:107 0+4 |
| ISG Hirschfelde        | 6:10   | 111:113 0-2 |
| Motor Dresden Ost (N)  | 6:10   | 129:115 +14 |
| Lok Görlitz            | 0:16   | 096:157 -61 |

| Mannschaft          | Punkte |
| ------------------- | ------ |
| Motor Rathenow      |        |
| Lok Köthen          |        |
| Einheit 1 Rostock   |        |
| Lok Schwerin        |        |
| Rotation Berlin (N) |        |

| Mannschaft            | Punkte | Bälle Diff  |
| --------------------- | ------ | ----------- |
| Medizin Weimar        | 8:0    | 129:890 +40 |
| SG Leipzig-Eutritzsch | 6:2    | 120:102 +18 |
| Empor Barby (M)       | 4:4    | 116:112 0+4 |
| Chemie Jena (N)       | 2:6    | 097:124 -27 |
| Motor West Suhl       | 0:8    | 093:128 -35 |

Rot gekennzeichnete Mannschaften nahmen in der nächsten Saison nicht mehr an der Oberliga teil.
Auf-/Abstieg: Der letzte jeder Staffel stieg in die Liga ab. 
Finalspiele
| SG Leipzig-Eutritzsch  | – | Medizin Weimar         | 22:16 |
| SG Leipzig-Eutritzsch  | – | Lok Köthen             | 25:12 |
| SG Leipzig-Eutritzsch  | – | Motor Rathenow         | 23:17 |
| SG Leipzig-Eutritzsch  | – | Rotation Dresden Mitte | 27:15 |
| SG Leipzig-Eutritzsch  | – | Einheit Rostock        | 28:14 |
| Lok Köthen             | – | Motor Rathenow         | 28:14 |
| Lok Köthen             | – | Einheit Rostock        | 30:19 |
| Lok Köthen             | – | Rotation Dresden Mitte | 22:18 |
| Lok Köthen             | – | Medizin Weimar         | 30:17 |
| Medizin Weimar         | – | Einheit Rostock        | 30:19 |
| Medizin Weimar         | – | Rotation Dresden Mitte | 19:17 |
| Medizin Weimar         | – | Motor Rathenow         | 25:16 |
| Rotation Dresden Mitte | – | Einheit Rostock        | 17:17 |
| Rotation Dresden Mitte | – | Motor Rathenow         | 25:19 |
| Motor Rathenow         | – | Einheit Rostock        | 28:17 |

| Platz | Mannschaft             | Punkte | Bälle Diff  |
| ----- | ---------------------- | ------ | ----------- |
| 1.    | SG Leipzig-Eutritzsch  | 10:0   | 125:740 +51 |
| 2.    | Lok Köthen             | 8:2    | 122:930 +29 |
| 3.    | Medizin Weimar         | 6:4    | 107:100 0-3 |
| 4.    | Rotation Dresden Mitte | 3:7    | 092:104 -12 |
| 5.    | Motor Rathenow         | 2:8    | 094:118 -24 |
| 6.    | Einheit Rostock        | 1:9    | 082:133 -51 |

## Männer
Die Mannschaften waren in drei Staffeln eingeteilt.
Für die Meisterschaftsspiele qualifizierten sich die beiden Besten jeder Staffel.
Die Spieltage waren wie folgt terminiert:
1. Spieltag
- Staffel I: 11. Dezember 1960 in Großenhain[4]
- Staffel II: 4. Dezember 1960 in Wurzen
- Staffel III: 13. November 1960 in Erfurt[3]

2. Spieltag
- Staffel I: 19. Februar 1961 in Senftenberg
- Staffel II: 8. Januar 1961 in Schwerin[4]
- Staffel III: 8. Januar 1961 in Staßfurt, Paul-Merkewitz-Halle[4]

Die Zusammensetzung der Staffel 1 blieb gleich, nur Absteiger Motor Dresden Ost wurde durch die Lok Dresden als Aufsteiger ersetzt.
In Staffel 2 ersetzte Aufsteiger Lok Schwerin II Absteiger Lok Güstrow. In Staffel 3 wurde Absteiger Traktor Schleusingen durch den Aufsteiger Einheit Halle ersetzt. Vermutlich wurde LVB Leipzig in Aufbau Leipzig umbenannt.
Endstand
| Mannschaft            | Punkte |
| --------------------- | ------ |
| ISG Hirschfelde I (M) | 10:0   |
| Fortschritt Zittau    | 6:4    |
| Motor Rochlitz        | 6:4    |
| ISG Hirschfelde II    | 6:4    |
| Aktivist Freienhufen  | 2:8    |
| Lok Dresden (N)       | 0:10   |

| Mannschaft             | Punkte |
| ---------------------- | ------ |
| Lok Wittstock          | 16:4   |
| Wissenschaft Halle     | 14:6   |
| Empor Barby            | 10:10  |
| Aufbau Südwest Leipzig | 8:12   |
| Lok Schwerin I         | 6:14   |
| Lok Schwerin II (N)    | 6:14   |

| Mannschaft           | Punkte | Bälle Diff   |
| -------------------- | ------ | ------------ |
| Empor Rudolstadt I   | 18:2   | 435:311 +124 |
| Fortschritt Glauchau | 14:6   | 351:294 0+57 |
| Einheit Halle (N)    | 12:8   | 309:331 0-22 |
| Motor Erfurt West    | 6:14   | 324:329 00-5 |
| Empor Rudolstadt II  | 6:14   | 306:351 0-45 |
| Aktivist Staßfurt    | 4:16   | 271:380 -109 |

Auf-/Abstieg: Der letzte jeder Staffel stieg in die Liga ab. Zur nächsten Saison wurde die Oberliga auf vier Staffeln erweitert. Dazu gab es neben den drei üblichen Aufsteigern eine weitere Qualifikationsrunde, bei der sich zusätzlich Motor Leipzig-Mockau und Lok Güstrow einen Oberligastartplatz erkämpften.
Finalspiele
| ISG Hirschfelde                           | – | Lok Wittstock        | 42:24   |
| ISG Hirschfelde                           | – | Fortschritt Glauchau | 39:27   |
| ISG Hirschfelde                           | – | Fortschritt Zittau   | 31:25   |
| ISG Hirschfelde                           | – | Wissenschaft Halle   | 36:22   |
| ISG Hirschfelde                           | – | Empor Rudolstadt     | 34:31   |
| Lok Wittstock                             | – | Fortschritt Glauchau | 29:27   |
| Lok Wittstock                             | – | Wissenschaft Halle   | 26:25   |
| Lok Wittstock                             | – | Fortschritt Zittau   | 26:28   |
| Lok Wittstock                             | – | Empor Rudolstadt     | 36:34   |
| Fortschritt Glauchau                      | – | Wissenschaft Halle   | 29:27   |
| Fortschritt Glauchau                      | – | Fortschritt Zittau   | 34:26   |
| Fortschritt Glauchau                      | – | Empor Rudolstadt     | 32:27 2 |
| Fortschritt Zittau                        | – | Empor Rudolstadt     | 39:27   |
| Fortschritt Zittau                        | – | Wissenschaft Halle   | 26:29   |
| Wissenschaft Halle                        | – | Empor Rudolstadt     | 23:42   |
| Entscheidungsspiel um Platz 3 (2 × 5 min) |   |                      |         |
| Fortschritt Glauchau                      | – | Lok Wittstock        | 12:11   |

| Platz | Mannschaft             | Punkte | Bälle Diff  |
| ----- | ---------------------- | ------ | ----------- |
| 1.    | ISG Hirschfelde (M)    | 10:0   | 182:129 +53 |
| 2.    | Fortschritt Glauchau   | 6:4    | 149:148 0+1 |
| 3.    | Lok Wittstock          | 6:4    | 141:156 -15 |
| 4.    | Fortschritt Zittau     | 4:6    | 144:147 0-3 |
| 5. 3  | HSG Wissenschaft Halle | 2:8    | 126:159 -33 |
| 5. 3  | Empor Rudolstadt       | 2:8    | 161:164 0-3 |